# Bamarowie

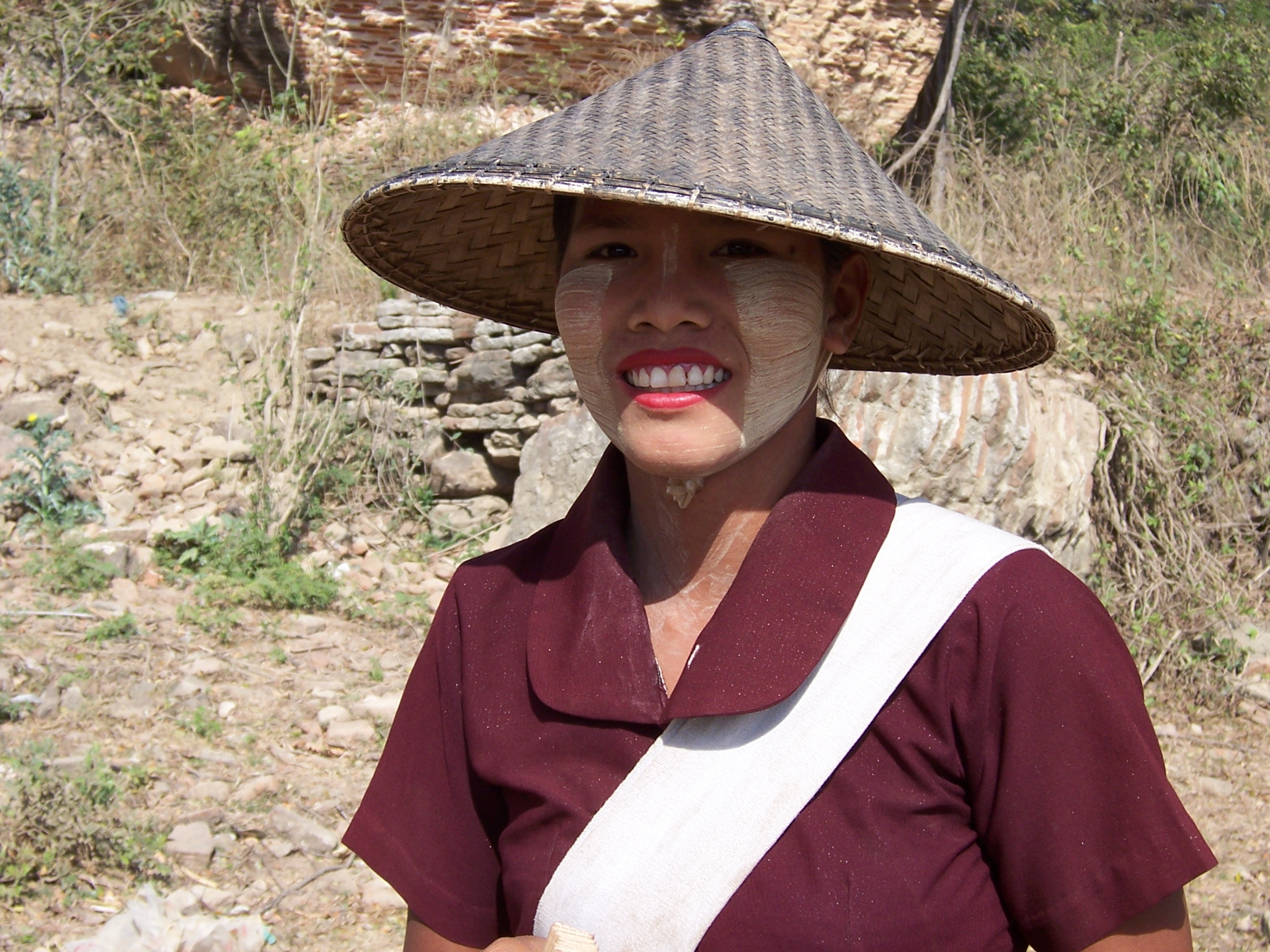
Bamarka

Bamarowie (Birmańczycy) – dominująca grupa etniczna w Mjanmie. Posługują się językiem birmańskim, należącym do tybetańsko-birmańskiej grupy językowej. Zamieszkują oni prawie wyłącznie swoją ojczyznę Mjanmę (Birmę), a ich populacja liczy ponad 30 milionów. Bamarowie w znakomitej większości wyznają buddyzm.